# Townrow Peak
Der Townrow Peak ist ein Berg im ostantarktischen Viktorialand. In den Allan Hills ragt er als markante Erhebung des Tilman Ridge auf.
Erkundet wurde er 1964 von einer Mannschaft, die im Rahmen des New Zealand Antarctic Research Programme in den Allan Hills tätig war. Diese benannte ihn nach dem Paläobotaniker John A. Townrow von der University of Tasmania, der zu dieser Mannschaft gehörte.